# Ammothella japonica
Ammothella japonica är en havsspindelart som beskrevs av Turpayeva, Ye.P. 1990. Ammothella japonica ingår i släktet Ammothella och familjen Ammotheidae. Inga underarter finns listade i Catalogue of Life.